# Tito Sextio Magio Laterano (cónsul 94)
Tito Sextio Magio Laterano (en latín Titus Sextius Magius Lateranus) fue un senador romano que desarrolló su cursus honorum a finales del siglo I y comienzos del siglo II. 

## Carrera política
En el año 94 fue designado consul ordinarius.

## Descendencia
Su hijo fue Tito Sextio Cornelio Africano, consul ordinarius en 112.